# L'Empereur de toutes les maladies : Une biographie du cancer
L'Empereur de toutes les maladies : Une biographie du cancer est un livre écrit par Siddhartha Mukherjee et paru en 2011. Il a obtenu le prix Pulitzer dans la catégorie non fiction en 2011.

## Résumé
Siddhartha Mukherjee retrace l'histoire du cancer et notamment de la recherche menée pour trouver un remède. Il évoque des personnes qui ont contribué de près ou de loin à cette histoire comme Jimmy, le premier enfant qui représente pour le grand public la maladie du cancer, Mary Lasker ou Sidney Farber.